# Endiandra clavigera
Endiandra clavigera är en lagerväxtart som beskrevs av André Joseph Guillaume Henri Kostermans. Endiandra clavigera ingår i släktet Endiandra och familjen lagerväxter. Inga underarter finns listade i Catalogue of Life.